# Valódi fogolybogyó
A valódi fogolybogyó (latinul Mitchella repens), más néven indiánszőlő, buzérrepkény, vagy ikerrepkény a fogolybogyók legismertebb faja. A buzérfélék (Rubiaceae) családjába tartozó örökzöld törpecserje.

## Elterjedése
Észak-Amerikában és Japánban is őshonos.

## Köznyelvben elterjedt nevek
Fogolybogyó (vagy fogolybogyós gyümölcs), indiánszőlő, vagy indiánasszony szőlő (vagy indián asszony bogyósgyümölcs), két szemű bogyó, futó róka. A magyar köznyelvben a valódi fogolybogyó elterjedtebben használt nevei: fogolybogyó, buzérrepkény, ikerrepkény.

## Hajtása, habitusa
Ez az örökzöld növény kúszik a talajon, de nem kapaszkodó növény. Szőlő-szerű és 15–30 cm magasságot is elér a növekedésekor. A sötét örökzöld levelei egymással szemben állnak. Leveleinek formája a tojásdad alakútól a szív alakúig terjed halvány sárga középső erezettel. A levélnyelek rövidek. Járulékos gyökerek nőnek a belső nóduszokban, és hajtásaival laza szőnyeget alkot a talajon. Őshonos élőhelyén az erdők talaj-közeli vegetációjának részét képezi.

## Virága
A fehér négy szirmú virágok párosával ülnek a levelek hónaljban. Egy közös csészéből fakadnak és finom szőrszálak borítják. Minden virágban egy bibe és négy porzószál található. A virágok kétalakúak: egyik virágban van egy hosszú bibe és egy rövid porzó (a csapos), a másikban egy rövid bibe és hosszú porzószál (a szegély). A virágoknak ez a kétalakúsága akadályozza meg az önbeporzást.

## Termése
Az ikervirág a biztosíték arra, hogy a két virág valamelyikéből termés szülessen. A bogyókon maradt két fényes, piros folt jelzi e folyamat maradványait. A piros bogyó ehető, de íztelen, vagy enyhe télizöld ízű (édeskés, mentás), és enyhén emlékeztet az áfonya ízére (amellyel viszont nincs szoros rokonságban). Minden bogyó 8 magot tartalmaz. A gyümölcs júliustól októberig érik. Termése részét képezi több madárfaj táplálékának is, mint például: galléros császármadár, hegyesfarkú fajd, virginiai fogasfürj, prérityúkok. Valamint a vörös róka, a mosómedve és a fehérfarkú szarvas is előszeretettel fogyasztja.

## Terjedése
A leggyakoribb terjedési módszere, hogy gyökerei részekre válnak szét és a növény vegetatív úton tovább terjed.

## Egyéb fogolybogyó fajok
- Mitchella ovata DC. (Ecuador) - ecuadori fogolybogyó
- Mitchella undulata Siebold & Zucc. (Japán, Tajvan) - japán fogolybogyó

## Fordítás
- Ez a szócikk részben vagy egészben a Mitchella repens című angol Wikipédia-szócikk fordításán alapul.  Az eredeti cikk szerkesztőit annak laptörténete sorolja fel. Ez a jelzés csupán a megfogalmazás eredetét és a szerzői jogokat jelzi, nem szolgál a cikkben szereplő információk forrásmegjelöléseként.